# Johan Fischerström (jurist)
Nils Johan Axel Fischerström, född 24 januari 1942 i Linköpings församling, Östergötlands län, är en svensk jurist.

## Biografi
Fischerström har varit assessor vid Svea hovrätt, arbetat vid Justitiekanslern som byråchef och varit kammarrättslagman i kammarrätten i Stockholm. Han har också varit expeditionschef vid Socialdepartementet och generaldirektör för Utlänningsnämnden 1991–1997.
År 1998 tillträdde Johan Fischerström som förste hovmarskalk, ett ämbete som han innehade till 2007. Därefter var han vice ordenskansler tillika sekreterare vid Kungl. Maj:ts Orden fram till 2010.

## Utmärkelser
- Kronprinsessan Victorias och Prins Daniels bröllopsminnesmedalj (VD:sBMM, 2010)
- H. M. Konungens medalj i guld av 12:e storleken i Serafimerordens band (Kon:sGM12mserafb, 1992)
- Medaljen för nit och redlighet i rikets tjänst (GMnor)[5]